# No Mercy (album de Da Youngsta's)
Pour les articles homonymes, voir No Mercy.
Albums de Da Youngsta's
The Aftermath
(1993) I'll Make U Famous
(1995)
Singles
1. Hip Hop Ride
Sortie : 1994
2. Mad Props
Sortie : 1995

No Mercy est le troisième album studio de Da Youngsta's, sorti le 20 septembre 1994.
L'album s'est classé 45e au Top R&B/Hip-Hop Albums.

## Liste des titres
| No  | Titre              | Contient un (des) sample(s) de | Durée |
| --- | ------------------ | --- | ----- |
| 1.  | Hip Hop Ride       | All We Need de Patrice Rushen Rapper's Delight de The Sugarhill Gang Afro Puffs de The Lady of Rage Just Rhymin' With Biz de Big Daddy Kane featuring Biz Markie | 4:19  |
| 2.  | Mad Props          | Over You de The Main Ingredient Jack the Ripper de LL Cool J Mad Props de Supreme C                                                                              | 4:15  |
| 3.  | No Mercy           | L.O.V.E. de Kool & The Gang Mad Props de Da Youngsta's Just Rhymin' With Biz de Big Daddy Kane featuring Biz Markie                                              | 4:26  |
| 4.  | Backstabbers       | Message to Michael de Cal Tjader | 3:53  |
| 5.  | No More Hard Times | Hip-Hop vs. Rap de KRS-One | 4:10  |
| 6.  | Put Me On          | | 4:29  |
| 7.  | Stayed Away        | I Wanna Be Where You Are de Michael Jackson It's a New Day des Skull Snaps                                                                                       | 3:58  |
| 8.  | Illy Filly Funk    | Summer in the City de Quincy Jones featuring Valerie Simpson | 4:19  |
| 9.  | Grim Reaper        | Don't Look Back des Temptations | 4:05  |
| 10. | Reality            | Tones for Joan's Bones de Chick Corea C.R.E.A.M. du Wu-Tang Clan                                                                                                 | 4:12  |
| 11. | In the City        | Summer Madness de Kool & The Gang | 3:35  |
| 12. | People Round Town  | Beddie-Biey de Steve Arrington So Wat Cha Sayin' d'EPMD Back to Life (Acapella) de Soul II Soul                                                                  | 3:50  |
| 13. | What U Feel        | | 3:40  |